# Pig (film)
Pig är en amerikansk dramafilm från 2021 i regi av Michael Sarnoski. Filmen är skriven av Sarnoski och Vanessa Block. Det är Sarnoskis regidebut och har Nicolas Cage i huvudrollen som en ensam tryffeljägare som blir tvungen att återvända till civilisationen när hans tryffelgris blir kidnappad. I övriga roller syns Alex Wolff och Adam Arkin.
Filmen hade premiär den 16 juli 2021 på amerikanska biografer. I Sverige fick den premiär den 24 september samma år.
Kritiker hyllade manuset och Cages insats.

## Handling
Robin "Rob" Feld (Cage) är en tillbakadragen tryffeljägare och före detta legendarisk kock som bor med sin prisade tryffelgris i ett ruckel i skogarna någonstans i Oregon. Den enda som besöker honom är Amir (Wolff), en ung och oerfaren säljare som köper tryffeln och säljer vidare till högprofilerade restauranger. En natt blir Rob attackerad och hans gris blir stulen. Han ringer Amir för att få hjälp att identifiera tjuvarna och måste återvända till sin gamla hemstad Portland och restaurangbranschens undre värld.

## Rollista
- Nicolas Cage – Robin "Rob" Feld
- Alex Wolff – Amir
- Adam Arkin – Darius
- Nina Belforte –  Charlotte
- Gretchen Corbett – Mac

## Produktion
I september 2019 annonserades att Nicolas Cage och Alex Wolff hade skrivit på för filmen och att Sarnoski skulle regissera utifrån ett manus han skrivit. Inspelningen började 23 september 2019 i Portland och inspelningen varade i 20 dagar. Distrubitionsrättigheterna gick till produktionsbolaget Neon och fick premiär den 16 juli 2021 i USA. Den fick premiär i Storbritannien 20 augusti och i Sverige den 24 september.

## Mottagande
Pig spelade in 4,6 miljoner dollar på en budget av 3 miljoner dollar.
Bland kritiker fick filmen uteslutande höga betyg, med 97% positiva betyg på Rotten Tomatoes. Särskilt manuset och Cages insats skulle hyllas av kritiker.
Cage själv tycker det är hans bästa framträdande i sin karriär och också den film han tycker är bäst bland sina egna.
Richard Roeper gav filmen fyra stjärnor av fyra möjliga i Chicago Sun-Times och skrev: "Den oförutsägbara Cage levererar något av sitt bästa arbete på flera år." Full pott fick den även av Bilge Ebiri i Vulture. Michael O'Sullivan gav filmen fyra stjärnor av fyra möjliga i The Washington Post och skrev "Pigs aktie är underbar visuell och narrativ poesi där Sarnoski och Block bygger med skicklighet och en lätt beröring som de mästerkockar de är".
Richard Whittaker gav filmen fyra och en halv stjärnor av fem möjliga i The Austin Chronicle och skrev: "I tider där så många kämpar för att hitta något meningsfullt i deras liv, när folk flyr jobb, städer och framtider de trodde de ville ha så har Cage skapat en tyst monolog om att hålla kvar vid något som har mening."
Bland svenska kritiker fick den något svalare mottagande där Joakim Silverdal för Kulturnytt i P1 var den enda som gav full pott. "Den här filmen tar varenda chans den får till att överraska, men inte med bombastisk action. Den gör det istället med hjälp av några få välvalda ord eller en omsorgsfullt lagad måltid. Nicolas Cage är för många en högljudd, excentrisk skådespelare. Här är han så nedtonad att hans sorgsna viskningar, sakta, bryter ner alla mina försvar. Pig är... en av årets bästa".
Näst högst betyg fick den från Svenska Dagbladet, Filmeye, Filmparadiset, Göteborgs-Posten, Filmtopp, MovieZine, Kulturbloggen och Kulturnyheterna på SVT.
Få negativa recensioner gjordes om filmen förutom från Salon.com som tyckte filmen inte hade mycket mer att erbjuda än Cage. Även Björn Jansson gav filmen en tvåa av fem möjliga i Kulturnytt i P4 och tyckte den var "lite to much".